# Officie van het Heilig Kruis

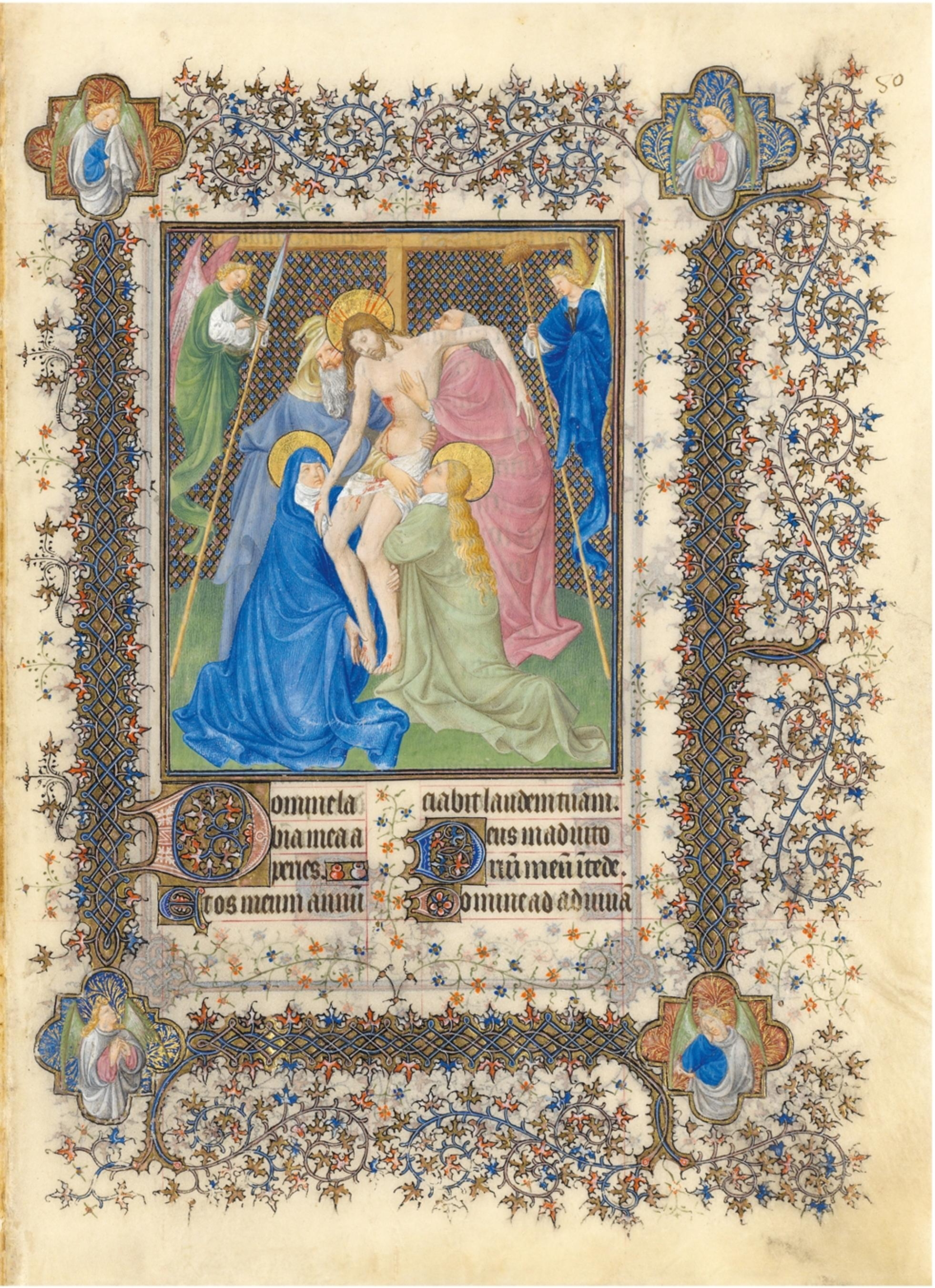
Kruisafname, Belles heures du duc de Berry.

Het Officie van het Heilig Kruis (ook de Grote getijden van het Heilig Kruis of de Getijden van de Passie) was vanaf de dertiende eeuw een nagenoeg vast onderdeel in het getijdenboek. Vanaf de veertiende eeuw werd het meer en meer vervangen door de Kleine getijden van het Heilig Kruis. Maar dit officie ontstond veel vroeger dan de 14 eeuw. Franciscus van Assisi (1182-1226) stelde al een Officie van de Passie samen.

## Inhoud
Het Officie van het Heilig Kruis heeft dezelfde structuur als het Kleine Officie van Onze Lieve Vrouw, maar de tekst is wel veel korter dan die van de Mariagetijden. De Lange Kruisgetijden gaan terug op het Officium de passione domini minderbroeder Bonaventura (†1274), waarvan ze in verschillende stadia zijn afgeleid.

## Plaats in het getijdenboek
Er bestaat geen vaste volgorde voor de gebeden in een getijdenboek, maar de Kruisgetijden gaan meestal samen met de Heilig Geestgetijden. Meestal volgen ze op de Mariagetijden. In sommige getijdenboeken komt zowel Het Officie van het Heilig Kruis (of de Passiegetijden) voor naast  de korte Kruisgetijden.

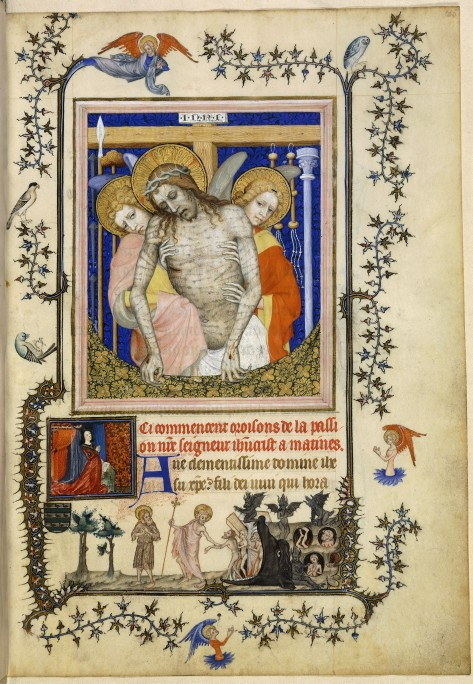
Man van Smarten, Très belles heures de Notre-Dame.

## Verluchting
In de meeste getijdenboeken worden de Kruisgetijden ingeleid met een miniatuur met Christus aan het kruis. In enkele wordt een volledige cyclus van miniaturen of gehistorieerde initialen gebruikt om deze gebedsstonde volledig te illustreren. Als een volledige cyclus wordt gebruikt maakt men meestal gebruik van beelden uit de passiecyclus.

## Getijdenboeken met het Officie van het Heilig Kruis
Hierbij een lijst van getijdenboeken waarin het Officie van het Heilig Kruis voorkomt, gesorteerd op datum van creatie. De meeste van de opgegeven jaartallen zijn te beschouwen als “ongeveer”, bijvoorbeeld 'helft 15e eeuw werd vertaald' in 1450.
- 1285 The Percy Hours, British Library Add MS 89379.[3]
- 1324 Getijdenboek Pierpont Morgan, M. 754.[4]
- 1325 Walters Ms. W95. Book of Hours.[5][6][7]
- 1337 Savoye-getijdenboek.
- 1381 Petites heures du duc de Berry.[5]
- 1405 Belles heures du duc de Berry.[5]
- 1405 Très belles heures de Notre-Dame.
- 1409 Grandes Heures du duc de Berry.[5]
- 1410 Les Très Riches Heures du duc de Berry.[5]
- 1432 / 1460 Walters W.168.[5][8]
- 1450 Heures de Jeanne de France[5][9]
- 1452 Getijdenboek van Filips de Goede.[5]
- 1453 Bout Psalter-getijdenboek.
- 1475 De getijden van Jean Carpentin.[10]
- 1485 Ms. Buchanan g.1.[11]
- 1487 Huth-getijdenboek.[5]
- 1489 La Flora-getijdenboek.[5]